# EC Flamengo Paraibano
EC Flamengo Paraibano is een Braziliaans voetbalclub uit João Pessoa in de staat Paraíba.

## Geschiedenis
De club werd opgericht in 2008. In 2012 speelde de club één seizoen in de hoogste klasse van het Campeonato Paraibano en eindigde daar laatste waardoor ze degradeerden. 